# Camp de Mart (Tarragona)
El Camp de Mart és una obra de Tarragona protegida com a Bé Cultural d'Interès Local.
Durant el segle xix va ser un camp de maniobres militars, oficialment inaugurat el 1871 pel rei Amadeu I d'Espanya. Durant la dècada del 1960 es va municipalitzar el recinte que estava en mans del ministeri de defensa, abans Ministeri de Guerra.

## Descripció
Singular parc urbà situat als peus de la muralla i de la contramuralla o falsa braga on Manuel Lamich i Fontanet, com a arquitecte municipal de l'Ajuntament de Tarragona, va projectar i construir al final de la dècada dels anys 60 una xarxa de camins amb geometries orgàniques envoltats d'abundant jardineria i arbrat, a més de fonts ornamentals. Al final del parc va projectar un teatre-auditori a l'aire lliure que es troba soterrat respecte de la rasant del parc per mantenir la continuïtat visual de la muralla romana. Aquest fou cobert posteriorment amb una carpa.

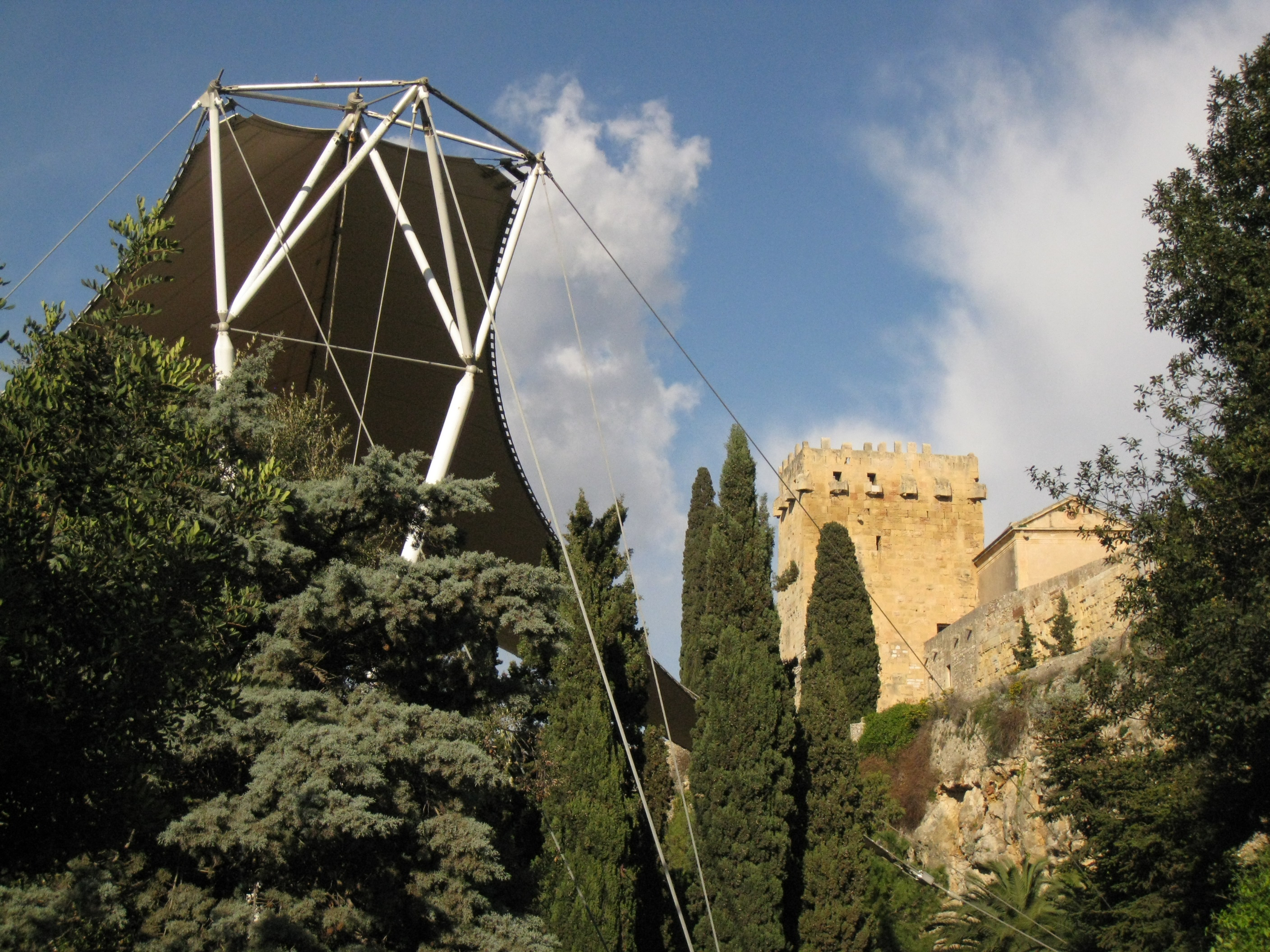
Teatre Auditori del Camp de Mart, al fons la torre de l'Arquebisbe

A l'interior del parc hi trobem tres escultures singulars catalogades per l'Inventari del Patrimoni Arquitectònic de Catalunya: una dedicada l'associació Amical de Mauthausen i els monument al Dr. Ferran i a Richard Wagner. També hi ha altres monuments en homenatge a Blas Infante i Salvador Allende.

## Teatre Auditori
El teatre del parc fou inaugurat el, obra de l'arquitecte municipal d'aquell moment, Manuel Lamich i Fontanet. Té una capacitat per a 1.788 espectadors, ampliable a 105 més. L'any 1993 fou cobert amb una lona de PVC.
Hi han actuat artistes com Yann Tiersen, Roger Hodgson, Love of Lesbian o Vetusta Morla, i s'hi van celebrar les competicions de bàsquet 3x3 dels Jocs Mediterranis de 2018.